# ヒメヌマエビ属
ヒメヌマエビ属（ヒヌマエビぞく、学名: Caridina）は、ヌマエビ科の属の一つ。ヌマエビ科の中でも最多の種を抱えるグループである。タイプ種はトゲナシヌマエビ C. typus H. Milne Edwards, 1837 である。
南日本を含むインド太平洋沿岸の熱帯・亜熱帯域に多くの種類が知られ、低緯度ほど種類数・個体数とも多い。日本産ヌマエビ類でも約20種のうち半分が本属であり、南西諸島で種類が多い。
頭胸甲は眼上棘（複眼の上の棘）がなく、前側角（眼と触角の下、口の横に突き出た部分）も棘にならず丸みを帯びる。また、地下水生の種類でも眼は完全には退化せず、少なくとも外形は残る。
川や湖等の淡水域、更には地表のみならず井戸や洞窟等の地下水脈にも生息し、種類によって好みの環境に棲み分ける。繁殖形態は大卵少産種と小卵多産・両側回遊種に分けられる。小卵多産・両側回遊種は孵化したゾエア幼生が海に流下して成長するため、分布域が広い。一方の大卵少産種にはタイプ産地だけに知られる種も多い。スラウェシ島では古代湖で多くの固有種が発見されている。
他のヌマエビ類と同様にアクアリウムにおける飼育対象となり、ヤマトヌマエビ C. multidentata をはじめとした地表淡水生の各種が流通している。

## 構成種
2009年の時点で現生種279種・化石種1種が記録されている。21世紀に入ってもなお、アフリカ・東南アジア・中国等の各地で新種が報告されている。
| - Caridina acutirostris Schenkel, 1902 - スラウェシ島固有種 - C. alba J. Li et S. Li, 2010 - 中国・地下水生 - C. atyoides Nobili, 1900 - インドネシア - C. blancoi Chace, 1997 - ルソン島のみ - C. brevicarpalis De Man, 1892 - C. b. brevicarpalis De Man, 1892 - インドネシア、フィジー - C. b. endehensis De Man, 1892 - フィリピン、インドネシア - C. bruneiana Choy, 1992 - ブルネイ - C. bunyonyiensis J. Richard et P. F. Clark, 2005 - ウガンダ・Bunyonyi湖に生息 - C. cantonensis Yü, 1938 - C. celestinoi Blanco, 1939 - フィリピン、タイプ標本のみ - C. cognata De Man, 1915 - ニューギニア、タイプ標本のみ - C. conghuensis Klotz & von Rintelen 2014 - C. demani J. Roux, 1911 - ニューギニア島 - C. dennerli Von Rintelen et Cai, 2009 - スラウェシ島固有種 - C. devaneyi Choy, 1991 - フィジー - C. ensifera Schenkel, 1902 - スラウェシ島固有種 - C. fecunda J. Roux, 1911 - ニューギニア島イリアンジャヤ - C. fijiana Choy, 1983 - フィジー固有種 - C. glaubrechti Von Rintelen et Cai, 2009 - スラウェシ島固有種 - C. gordonaeJ. Richard et P. F. Clark, 2005 - ウガンダ・Bunyonyi湖に生息 - C. gracilirostris De Man, 1892 - ナガツノヌマエビ/インド太平洋沿岸、日本では久米島での記録のみ - C. grandirostris Stimpson, 1860 - ツノナガヌマエビ/沖縄 - C. holthuisi Von Rintelen et Cai, 2009 - スラウェシ島固有種 - C. imitatrix Holthuis, 1968 - ニューカレドニア固有種 - C. laevis Heller, 1862 - ジャワ島 - C. laevis Blanco, 1935 [not Heller] - ルソン島 - C. lanceolata Woltereck, 1937 - スラウェシ島固有種 - C. laoagensis Blanco, 1939 - ウンモンヒメエビ/フィリピン-スラウェシ島-南西諸島-本州 - C. leucosticta Stimpson, 1860 - ミゾレヌマエビ/西日本-南西諸島、朝鮮半島 - C. leytensis Blanco, 1939 - レイテ島のみ - C. linduensis J. Roux, 1904 - スラウェシ島固有種 - C. lingkonae Woltereck, 1937 - スラウェシ島固有種 - C. loehae Woltereck, 1937 - スラウェシ島固有種 - C. logemanni Klotz & von Rintelen 2014 - C. longidigita Cai et Wowor, 2007 - スラウェシ島固有種 - C. longirostris H. Milne Edwards, 1837 - ツノナガヌマエビ/東南アジア - C. mahalona Cai, Wowor et Choy, 2009 - スラウェシ島固有種 - C. macrodentata Cai & Shokita, 2006 - オオバヌマエビ/南西諸島 - C. mariae Klotz & von Rintelen, 2014 - C. masapi Woltereck, 1937 - スラウェシ島固有種 - C. mengae Liang, 1993 - 中国 - C. mengaeoides Guo et Suzuki, 1996 - 中国 - C. mertonii J. Roux, 1911 - インドネシアのみ - C. modiglianii Nobili, 1900 - インドネシアのみ | - C. multidentata Stimpson, 1860 - ヤマトヌマエビ（シノニム C. japonica De Man, 1892）/南日本、フィジー、マダガスカルまで - C. nilotica (P. Roux, 1833) - エジプトからインドネシア - C. n. paeninsularis (Kemp, 1918) - バヌアツ - C. nudirostris Choy, 1984 - フィジー固有種 - C. novaecaledoniae Roux, 1926 - ニューカレドニア固有種 - C. okinawa Cai & Shokita, 2006 - ガマヌマエビ/沖縄本島 - C. opaensis J. Roux, 1904 - スラウェシ島固有種 - C. pareparensis De Man, 1892 - スラウェシ島固有種 - C. parvula Von Rintelen et Cai, 2009 - スラウェシ島固有種 - C. paucidentata Wang et Liang, 2005 - 中国 - C. prashadi Tiwari et Pillai, 1971 - サキシマヌマエビ（シノニム C. sakishimensis Fujino et Shokita, 1975） - C. profundicola Von Rintelen et Cai, 2009 - スラウェシ島固有種 - C. propinqua De Man, 1908 - マングローブヌマエビ/先島諸島・インド太平洋 - C. pseudoniloticaJ. Richard et P. F. Clark, 2005 - ウガンダ・Bunyonyi湖に生息 - C. rouxi De Man, 1915 - ニューギニアのみ - C. rubella Fujino et Shokita, 1975 - アシナガヌマエビ/南西諸島のみ・地下水生 - C. sarasinorum Schenkel, 1902 - スラウェシ島固有種 - C. schlenkeli Von Rintelen et Cai, 2009 - スラウェシ島固有種 - C. semiblepsia Guo, Choy et Gui, 1996 - 中国 - C. serratirostris De Man, 1892 - ヒメヌマエビ/南日本を含むインド太平洋沿岸 - C. s. var. celebensis De Man, 1892 - コテラヒメヌマエビ（別種 C. celebensis De Man, 1892 とする見解もある） - C. spinata Woltereck, 1937 - スラウェシ島固有種 - C. spongicola Zitzler et Cai, 2006 - スラウェシ島固有種 - C. striata Von Rintelen et Cai, 2009 - スラウェシ島固有種 - C. subventralisJ. Richard et P. F. Clark, 2005 - ウガンダ・Bunyonyi湖に生息 - C. sundanella Holthuis, 1978 - 小スンダ列島のみ - C. tenuirostris Woltereck, 1937 - スラウェシ島固有種 - C. timorensis De Man, 1893 - ティモール島のみ - C. towutensis Woltereck, 1937 - スラウェシ島固有種 - C. trifasciata Yam et Cai, 2003 - 香港 - C. tupaia De Mazancourt, Marquet & Keith, 2019 - リュウグウヒメエビ/オセアニア-南西諸島 - C. typus H. Milne Edwards, 1837 - トゲナシヌマエビ/南日本を含むインド太平洋沿岸 - C. villadolidi Blanco, 1939 - ルソン島のみ - C. vitiensis Borradaile, 1898 - スリランカからニューギニア - C. weberi De Man, 1892 - インドネシアからポリネシア - C. woltereckae Cai, Wowor et Choy, 2009 - スラウェシ島固有種 |